# سيد بيازيد
سيد بيازيد (مواليد 20 يناير 1977) هو لاعب كرة قدم سوري سابق.

## مسيرته مع الأندية
لعب بيازيد في معظم مسيرته في اليونان، بما في ذلك موسم واحد مع بروديفتيكي وموسمين مع أكراتيتوس في الدوري الممتاز اليوناني.

## وصلات خارجية
- سيد بيازيد على موقع الاتحاد الدولي (مؤرشف)  (الإنجليزية)
- سيد بيازيد على موقع ناشيونال فوتبول تيمز (الإنجليزية)